# 1803 w literaturze
Wydarzenia literackie w 1803 roku.

## Nowe książki
- polskie
  - Ignacy Krasicki – O rymotwórstwie i rymotwórcach

## Urodzili się
- 25 czerwca – Sumner Lincoln Fairfield, amerykański poeta i prozaik (zm. 1844)
- 8 lipca – Julius Mosen, niemiecki poeta, dramaturg i prozaik żydowskiego pochodzenia (zm. 1867)

## Zmarli
- 14 marca – Friedrich Gottlieb Klopstock, niemiecki poeta (ur. 1724)